# Emanuele Di Gregorio

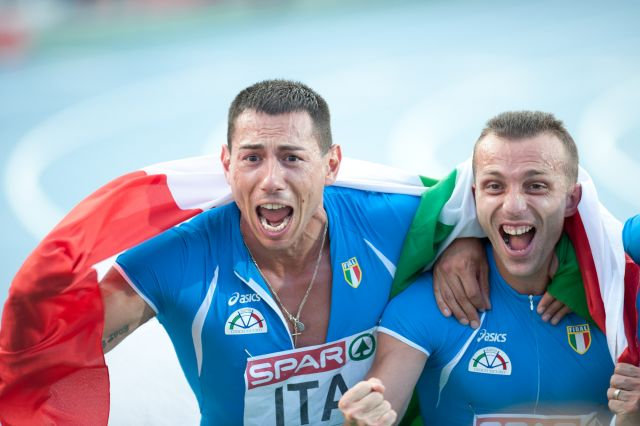
Simone Collio und Emanuele Di Gregorio (rechts) jubeln 2010

Emanuele Di Gregorio (* 13. Dezember 1980 in Castellammare del Golfo) ist ein italienischer Leichtathlet, der 2010 mit der italienischen 4-mal-100-Meter-Staffel die Silbermedaille bei den Europameisterschaften gewann.

## Leben
Di Gregorio nahm bereits an der Europameisterschaft 2002 in München und den Olympischen Spielen 2008 teil, aber erst 2009 gelang ihm der internationale Durchbruch. Bei den Halleneuropameisterschaften in Turin siegte der Brite Dwain Chambers vor den beiden Italienern Fabio Cerutti und Emanuele Di Gregorio, die beide in 6,56 s nur eine Hundertstelsekunde über dem italienischen Rekord von Simone Collio blieben. Nach der Bronzemedaille in der Halle schied Di Gregorio bei den Weltmeisterschaften 2009 über 100 Meter im Viertelfinale aus, erreichte aber mit der Staffel das Finale; in der Besetzung Roberto Donati, Collio, Di Gregorio und Cerutti lief die Staffel in 38,54 s auf den sechsten Platz.
Im Jahr darauf erreichte Di Gregorio bei den Europameisterschaften 2010 in persönlicher Bestzeit von 10,17 s das Finale im 100-Meter-Lauf, belegte aber dort in 10,34 s nur den siebten Platz. Die Staffel mit Donati, Collio, Di Gregorio und Maurizio Checcucci erreichte das Finale vier Tage später und lief dort mit italienischem Landesrekord von 38,17 s auf den zweiten Platz hinter der französischen Staffel.
Di Gregorio hat bei einer Körpergröße von 1,73 m ein Wettkampfgewicht von 64 kg. Er startet für den Verein der italienischen Luftwaffe Aeronautica Militare.

## Persönliche Bestzeiten
- 100 Meter: 10,17 s, 28. Juli 2010 Barcelona
- 200 Meter: 20,80 s, 5. Juli 2009 Alcamo